# جوزف ادر
جوزف در (انگلیسی: Josef Eder؛ زادهٔ ۲ مهٔ ۱۹۴۲) از برندگان مدال‌های بازی‌های المپیک زمستانی اهل اتریش است.